# Маловичко, Олег Александрович
Оле́г Алекса́ндрович Малови́чко (род. 27 июня 1970, Южно-Сахалинск, СССР) — российский сценарист и продюсер.

## Биография
Окончил Уральский Государственный университет имени Горького. Занимал должность генерального директора компании по производству лицензионных DVD «Twister». После того как дебютный сценарий, по которому в дальнейшем был снят сериал «Частный заказ», был приобретён продюсерами, полностью посвятил себя написанию сценариев.

## Фильмография

### Сценарные работы
- 2005 — Бухта Филиппа
- 2005 — Опера 2. Хроники убойного отдела
- 2007 — Тиски
- 2007 — Частный заказ
- 2007 — Реальный папа
- 2008 — Домовой
- 2009 — Пикап: Съём без правил
- 2010 — Детям до 16…
- 2010 — Дом на обочине
- 2012 — Джунгли
- 2012 — Склифосовский
- 2012 — Ладога
- 2013 — Василиса
- 2013 — Саранча
- 2014 — Ёлки 1914
- 2015 — Призрак
- 2015 — Метод
- 2016 — Ночные стражи
- 2016 — Молот
- 2016 — Чёрная кошка
- 2017 — Притяжение
- 2017 — Троцкий
- 2018 — Лёд
- 2019 — Вторжение
- 2019 — Союз спасения
- 2020 — Шерлок в России
- 2020 — Спутник
- 2020 — Метод 2
- 2021 — Бендер: Последняя афера
- 2021 — Бендер: Начало
- 2021 — Бендер: Золото империи
- 2021 — Хрустальный
- 2022 — Нулевой пациент
- 2022 — Переговорщик
- 2022 — Команда
- 2022 — Химера
- 2024 — Лихие
- 2024 — Трасса

### Продюсерские работы
- 2022 — Переговорщик — креативный продюсер
- 2022 — Химера — продюсер
- 2024 — Лихие — генеральный продюсер
- 2024 — Трасса — продюсер